# Murdoch Dryden
Murdoch Dryden es un deportista neozelandés que compitió en remo. Ganó una medalla de plata en el Campeonato Mundial de Remo de 1995, en la prueba de cuatro con timonel.

## Palmarés internacional
| Campeonato Mundial | Campeonato Mundial  | Campeonato Mundial | Campeonato Mundial |
| Año                | Lugar               | Medalla            | Prueba             |
| ------------------ | ------------------- | ------------------ | ------------------ |
| 1995               | Tampere (Finlandia) | Medalla de plata   | Cuatro con timonel |